# Cantone di L'Isle-sur-le-Doubs
Il Cantone di L'Isle-sur-le-Doubs era una divisione amministrativa dell'arrondissement di Montbéliard.
A seguito della riforma approvata con decreto del 25 febbraio 2014, che ha avuto attuazione dopo le elezioni dipartimentali del 2015, è stato soppresso.

## Composizione
Comprendeva i comuni di:
- Accolans
- Appenans
- Arcey
- Blussangeaux
- Blussans
- Bournois
- Étrappe
- Faimbe
- Gémonval
- Geney
- Hyémondans
- L'Isle-sur-le-Doubs
- Lanthenans
- Longevelle-sur-Doubs
- Mancenans
- Marvelise
- Médière
- Montenois
- Onans
- La Prétière
- Rang
- Saint-Maurice-Colombier
- Sourans
- Soye